# Довгаль, Спиридон Никитович
Спиридон Никитович Довгаль (укр. Спиридон Микитович Довгаль; 31 октября 1896, Носовка, Черниговской губернии Российская империя — 15 октября 1975, Мюнхен, ФРГ) — украинский политический деятель, военный, учёный, литератор, журналист. Глава правительства Украинской Народной Республики в изгнании (1954, 1969—1972), председатель Украинской Национальной Рады (1966—1967, 1972—1975).

## Биография
В начале Первой мировой войны был призван в царскую армию. Поручик императорской армии. Активный участник революционных событий на Украине, был одним из организаторов и командиром Студенческого куреня. Во время восстания в январе 1918 года командовал студентами в борьбе за Киев в районе завода «Арсенал», где был тяжело ранен. До марта 1918 находился в госпитале. После излечения сотник Довгаль продолжил организацию Студенческого куреня.
Командир 20-го куреня 7-й бригады 3-й Железной стрелковой дивизии Армии УНР в чине подполковника армии УНР.
Позже эмигрировал за рубеж.
Занимался редактированием, был талантливым публицистом, специалистом по экономическим вопросам. В историю украинской культуры вошёл, как редактор журналов и газет: «Нова Україна» (Прага, 1925—1929), «Вперед» (Ужгород, 1932—1938), «Нова свобода» (Ужгород, 1938—1939), «Дозвілля» (Берлин-Плауен, 1942—1945), «Слово» (Регенсбург, 1945—1946).
Автор ряда статей на экономические темы, доцент экономики в Украинском технико-хозяйственном институте в Подебрадах (Чехословакия)
Видный украинский политик зарубежья: член ЦК Украинской партии социалистов-революционеров, с 1950 года — председатель и член ЦК Украинской социалистической партии.
С 1951 года — заместитель председателя Исполнительного органа, а позже — председатель правительства УНР в изгнании (1954, 1969—1972), председатель Украинской Национальной Рады (1966—1967, 1972—1975).